# Breaking Hearts
Breaking Hearts är Elton Johns artonde studioalbum, utgivet i juni 1984. Det har den kvartett av Elton John, Davey Johnstone, Dee Murray och Nigel Olsson. Albumet innehåller två hits, "Sad Song (Say So Much)" och "Passengers".

## Låtlista
Alla låtar är skrivna av Elton John och Bernie Taupin om inget annat anges.
1. "Restless" – 5:15
2. "Slow Down Georgie (She's Poison)" – 4:10
3. "Who Wears These Shoes?" – 4:04
4. "Breaking Hearts (Ain't What It Used to Be)" – 3:34
5. "Li'l 'Frigerator" – 3:37
6. "Passengers" – 3:24 (Elton John, Bernie Taupin, Davey Johnstone, Phineas McHize)
7. "In Neon" – 4:19
8. "Burning Buildings" – 4:02
9. "Did He Shoot Her?" – 3:21
10. "Sad Song (Say So Much)" – 4:55

## Medverkande
- Elton John – keyboards, sång
- Davey Johnstone – gitarr, körsång
- Dee Murray – bas, körsång
- Nigel Olsson – trummor, körsång
- Andrew Thompson – saxofon på "Li'l 'Frigerator"